# Mabel Mosquera
Pour les articles homonymes, voir Mosquera.
Mabel Mosquera Mena, née le 1er juillet 1969 à Quibdó (Colombie), est une ancienne haltérophile colombienne. Elle est médaillée de bronze aux Jeux de 2004.

## Carrière
Née à Quibdó, elle est envoyée vivre avec sa tante à Bucaramanga par son père alors qu'elle a huit ans.
Malgré une blessure à l'épaule dans les semaines qui précède les Jeux olympiques d'été de 2004, Mabel Mosquera remporte la médaille de bronze en poids plume avec 197,5 kg soulevé. C'est la deuxième médaille olympique de la Colombie en haltérophilie. Une seconde blessure à l'épaule l'empêche en 2007 l'empêche de participer aux Jeux de 2008.
En 2016, elle devient la directrice de l'INDERBU (El Instituto de la Juventud, el Deporte y la Recreación de Bucaramanga (« L'Institut de la Jeunesse, des Sports et des Loisirs de Bucaramanga »)).

## Palmarès

### Jeux olympiques
- Jeux olympiques d'été de 2004 à Athènes ( Grèce) :
  -  médaille de bronze en poids plume

### Jeux panaméricains
- Jeux panaméricains de 2003 à Saint-Domingue ( République dominicaine) :
  -  médaille d'or en -53 kg